# Alfred Richter (Maler)
Alfred Richter (* 23. März 1900 in Naunhof; † 1980 in Beierfeld) war ein deutscher Gebrauchsgrafiker und Maler.

## Leben und Werk
Richter studierte an der Staatlichen Akademie für graphische Künste und Buchgewerbe Leipzig. Ab 1928 arbeitete er als freischaffender Grafiker in Leipzig. Er nahm dann als Soldat der Wehrmacht am Zweiten Weltkrieg teil.
Nach der Entlassung aus der Kriegsgefangenschaft war er u. a. bis 1960 Kunsterzieher in Beierfeld. Daneben betätigte er sich als Papierkünstler, Maler und Holzbildhauer. Er zog dann nach Berlin und arbeitete vor allem als Hauszeichner „bobbi“ des Groß-Varietés Friedrichstadt-Palasts. Er war ein „Grafiker mit einem erfreulichen Gefühl für die hauseigene Werbenote.“
Nachdem Richter sich zur Ruhe gesetzt hatte, zog er wieder nach Beierfeld.
Richter war Mitglied des Verbands Bildender Künstler der DDR und 1953 in Dresden auf der Dritten Deutschen Kunstausstellung vertreten.

## Werke (Auswahl)
- Talsperre des Friedens (Öl, 70 × 100 cm; auf der Dritten Deutsche Kunstausstellung)[2]
- französische eis-revue paris sur glace (1963, Plakat des Friedrichstadt-Palasts)

## Personalausstellungen
- 1985: Halle/Saale (mit Helmut Brade)
- postum 2000: Beierfeld, Peter-Pauls-Kirche